# Rorippa tenerrima
Rorippa tenerrima är en korsblommig växtart som beskrevs av Edward Lee Greene. Rorippa tenerrima ingår i släktet fränen, och familjen korsblommiga växter. Inga underarter finns listade i Catalogue of Life.